# Unduavius ornatus
Unduavius ornatus is een hooiwagen uit de familie Gonyleptidae.